# Annette Auguste
Annette Auguste (còn được gọi là Sò Anne hoặc Sò Ann, sinh 1940/1941 (84–85 tuổi) ) là một ca sĩ và nhà hoạt động dân gian người Haiti.
Một người ủng hộ Fanmi Lavalas, cô đã bị Thủy quân lục chiến Hoa Kỳ bắt giữ vào ngày 9 tháng 5 năm 2004 và bị giam giữ trong tù vì tuyên bố có liên quan đến một cuộc tấn công vào tháng 12 năm 2003 tại Đại học Haiti. Tổ chức Ân xá Quốc tế gọi cô là tù nhân chính trị và nói rằng "Tổ chức Ân xá Quốc tế tin rằng Annette Auguste đang bị giam giữ một cách tùy tiện vì chính quyền Haiti đã không đưa ra bất kỳ bằng chứng nào để buộc tội cô và đã không công bố cô theo các điều khoản thông thường." 

## Danh sách đĩa hát

### Album phòng thu
| Chức vụ                                            | Chi tiết album                                           |
| -------------------------------------------------- | -------------------------------------------------------- |
| Gadé oun Zetoile                                   | - Phát hành: 1983 - Nhãn: JD - Định dạng: LP             |
| Négés Katié Morin                                  | - Phát hành: 1983 - Nhãn: JD - Định dạng: LP             |
| Konplo: Bài hát dân gian truyền thống của Haiti    | - Phát hành: 2007 - Nhãn: Nghệ thuật Dậu - Định dạng: CD |
| Rezistans: Bài hát dân gian truyền thống của Haiti | - Phát hành: 2008 - Nhãn: Nghệ thuật Dậu - Định dạng: CD |